# Álarcos szúnyogevő
Az álarcos szúnyogevő (Conopophaga melanops) a madarak osztályának verébalakúak (Passeriformes) rendjébe és a szúnyogevőfélék (Conopophagidae) családjába tartozó faj.

## Rendszerezése
A fajt Louis Pierre Vieillot francia ornitológus írta le 1818-ban, a Platyrhynchos nembe Platyrhynchos melanops néven.

## Alfajai
- Conopophaga melanops melanops
- Conopophaga melanops nigrifrons
- Conopophaga melanops perspicillata[2]

## Előfordulása
Brazília keleti részén, az Atlanti-óceán partvidékén honos. Természetes élőhelyei a szubtrópusi és trópusi esőerdők és száraz erdők.

## Megjelenése
Testhossza 12 centiméter, testtömege 16–27 gramm. A hím fejteteje vörös és vastag fekete szemsávja van.
|  |  |

## Életmódja
A talajon, vagy növényeken keresgéli rovarokból álló táplálékát.

## Természetvédelmi helyzete
Az elterjedési területe nagyon nagy, egyedszáma pedig stabil. A Természetvédelmi Világszövetség Vörös listáján nem fenyegetett fajként szerepel.